# عصام سلطان
عصام عبد الرحمن سلطان محامي وسياسي ومفكر مصري ونائب رئيس حزب الوسط. ونائب بمجلس الشعب المصري دورة 2012.

## نشأته
من مواليد مدينة دمياط في 13 فبراير سنة 1964م. تخرج من المدرسة الثانوية العسكرية في دمياط سنة 1982م ليلتحق بكلية الحقوق بجامعة القاهرة وتخرج منها في عام 1986م. وعمل في مجال المحاماة والاستشارات القانونية حتى صار من أقوى وأشهر المحامين في مصر وعرف بدفاعة عن قضايا الراى العام التي طالما ظلم اصحابها ولفقت لهم الاتهامات.

## حياته الشخصية
هو متزوج من الدكتورة نهى دعادر المدرسة بكلية الآداب بجامعة حلوان، ولهما ثلاثة أولاد: أسامة طالب بكلية الهندسة بالجامعة الألمانية، وحبيبة طالبة بكلية الحقوق بجامعة القاهرة، وآمنة طالبة بمدرسة الجيل الجديد.

## نشاطه السياسي
بدأ ذلك في سنوات التحاقه بالجامعة حيث انتُخِب رئيساً لاتحاد طلبة جامعة القاهرة في العام الجامعي 1985-1986.
ساهم هو وزملاؤة في إخراج صوت الجامعة إلى الشارع الذي بات غائبا عنه صوت الشباب والطلاب من مختلف الجامعات وقد بدأ عصام سلطان هذة الصيحة الطلابية مع أقرانة بعد انتخابه رئيسا لاتحاد طلاب جامعة القاهرة وبدأوا المطالبة بتغيير الوضع الطلابي والمشاركة في التظاهرات المطالبة بتغيير حال مصر وإخراجها من نفق الظلام الذي صنعة الاستعمار متعاونا مع الديكتاتورية وأعوان الرجعية المتآمرين مع الصهيونية والاستعمار وكانت هذة البداية.
استكمل سلطان حلم الإصلاح الذي بدأه في الجامعة من خلال العمل النقابي والمهني الحر وقد شارك في عدة حركات تغييرية للقضاء على الظلم والاستبداد ففى يوليو 2004 وفي منزل المهندس أبو العلا ماضي وبمشاركة عدد من الرموز الوطنية وعلى راسهم الدكتور عبد الوهاب المسيرى قام عصام سلطان بمشاركة هذة الرموز والشخصيات الوطنية بإنشاء حركة كفاية التي ساهمت ونادت بالإصلاح السياسى والاقتصادى وانهاء الظلم والاستبداد عن المواطن المصري الحر.
وفي 23 فبراير عام 2010 صاغ عصام سلطان أول بيان واعلان للجمعية الوطنية للتغير والتي شاركة فيها بعض الرموز الوطنية مثل الدكتور حسن نفعة وغيرهم وكان أول بيان للجمعية في منزل الدكتور محمد البرادعى بعد عودتة إلى مصر وقد كتب عصام سلطان سبعة مطالب صاغها في الإعلان وقد تركزت هذة المطالب على تغيير الوضع السياسى وتحرير مصر من قيود استبداد رجال الحكم ورجال الأعمال بمصير مصر اقتصاديا وسياسيا واجتماعيا.
هو عضو بالعديد من المؤتمرات والجمعيات الحقوقية وأبرزها جمعية مصر للثقافة والحوار التي يرأسها الدكتور محمد سليم العوا.

## الحركة الإسلامية
كانت بداية سلطان مع الفكر الإسلامي والصحوة الإسلامية منذ ان كان بالجامعة وساهم في بناء هذة الصحوة وقد شارك جماعة الإخوان المسلمين في إيقاظ هذا الفكر الإسلامي الوسطي من جديد في عقول وأذهان المجتمع ولكن حلم عصام سلطان بحلم جديد وهو حزب سياسيى له مرجعية إسلامية عربية حضارية تقود الأمة المصرية بكافة أطيافها للعودة إلى ظلال الحضارة العربية الإسلامية القائمة على العدل والمساواة والقيم واحترام الإنسان في ظل الإسلام الوسطي المعتدل وحضارته التي ساهم فيها كل من عاش في ظلال الحكم الإسلامي سواء كان مسلما أم غير مسلم.
لذلك بات راسخا في ذهنة وأذهان مشاركوه في هذا الحلم ضرورة بلورة الحلم وتحويله إلى حقيقة واستقال هو والمهندس أبو العلا ماضي من جماعة الإخوان المسلمين وقتها بسبب معارضة الجماعة لفكرة الحزب السياسي ذو المرجعية الإسلامية واختلافهم فكريا مع المؤسسين وانطلقوا في حلمهم في إنشاء أول حزب سياسي له مرجعية إسلامية وهو حزب الوسط.
انتهى المؤسسون من صياغة البرنامج وتم التقدم بطلب تأسيس حزب الوسط في 10 يناير 1996 وقامت على اثرها ضجة إعلامية من التيار الإسلامي والصحف وغيرها في ذهول وتساؤل حول فكرة الحزب ذو المرجعية الإسلامية وأهدافه ورؤيته للحضارة العربية الإسلامية وفي 13 مايو 1996 قامت لجنة الأحزاب السياسية برفض إنشاء حزب الوسط.
تكررت الطعون والتقدم مرة تلو الأخرى ويقابل بالرفض من قبل الحكومة ولجنة الأحزاب التابعة للحزب الوطني وقد كان
الدكتور محمد سليم العوا بصفتة المحامى الاصلى لوكيل المؤسسين هو المتقدم بالطعون ضد حكم اللجنة والحكومة واستمر رفض النظام والحزب الوطني للوسط على مدار 15 سنة وانضم للمؤسسين عدد من المفكرين والشخصيات الوطنية والأدبية وعلى راسهم الدكتور عبد الوهاب المسيري مشاركين في الحلم سويا بالوسط حتى سطعت شمس الحلم وزاغ ظلام القهر والظلم وصدر الحكم بقبول تاسيس حزب الوسط الذي ظهر للنور قبل أن يعطى الرخصة في الظهور في 19 فبراير 2011.

## تأسيس حزب الوسط
يعتبر عصام سلطان أحد الذين سعوا لفترة طويلة لتأسيس حزب الوسط، فقد تبلورت الفكر عام 1995 في تأسيس حزب وسطي قائم علي المرجعية الإسلامية تحت اسم حزب الوسط وقامت لجنة شئون الأحزاب برفضه عام 1996 وقاموا بتقديم طعن ضد القرار إلا أن المحكمة حكمت برفض تأسيس الحزب عام 1998. تم تقديم أوراق الحزب مرة أخرى باسم حزب الوسط المصري وكان عدد المؤسسين أكثر من المرة السابقة وضمت عدد من الاساتذة الكبار مثل الدكتور عبد الوهاب المسيري ولكن قوبل أيضا بالرفض.
المحاولة الثالثة كانت عام 2004 ونالت أيضا نفس نصيب المحاولات السابقة. ظلت المحاولات القانونية دائرة في أروقة المحاكم حتي صدر حكم يوم 19 فبراير 2011 بعد تنحي مبارك والتي أقرت بالموافقة علي تأسيس حزب الوسط الجديد.

## القبض عليه
اعتقل عصام سلطان وأبو العلا ماضي منذ 29 يوليو 2013، وقامت الأجهزة الأمنية بترحيلهما إلى سجن طرة، تمهيدا لاستجوابهما بمعرفة النيابة العامة، في اتهامات تتعلق بالتحريض على قتل المتظاهرين، وإهانة القضاء في قضية اتهامه بإهانة قضاة مجلس الدولة عبر أحاديث أدلى بها لوسائل الإعلام المختلفة.
- في 5 يوليو 2014 قضت محكمة جنايات القاهرة، المنعقدة بمعهد أمناء الشرطة بطرة، ببراءة كل من عصام سلطان، نائب رئيس حزب الوسط، ومحمد جمال جبريل، أستاذ القانون بكلية الحقوق جامعة حلوان، بقضية «إهانة قضاة مجلس الدولة».[7]

- في 25 فبراير 2016 أعلن عصام سلطان وعدد من المعتقلين في «سجن العقرب» إضرابًا مفتوحًا عن الطعام.[8]

- في سبتمبر 2018، قضت محكمة جنايات القاهرة على محمد بديع وباسم عودة وعصام سلطان، وآخرين، بالسجن المؤبد، في القضية المعروفة إعلاميًا بـ«فض اعتصام رابعة».[9]